# Iglesia católica en Birmania
La Iglesia católica está presente en Myanmar (también conocida como Birmania), donde según los datos de la conferencia episcopal en Birmania del año 2016, existen alrededor de 65000 católicos fieles, de los cuales 950 son sacerdotes y religiosos y 2695 catequistas. La Iglesia católica representa aproximadamente el 1 % de la población total. El país está dividido en dieciséis diócesis, incluidas tres arquidiócesis. Cada una de las arquidiócesis también es metropolitana.

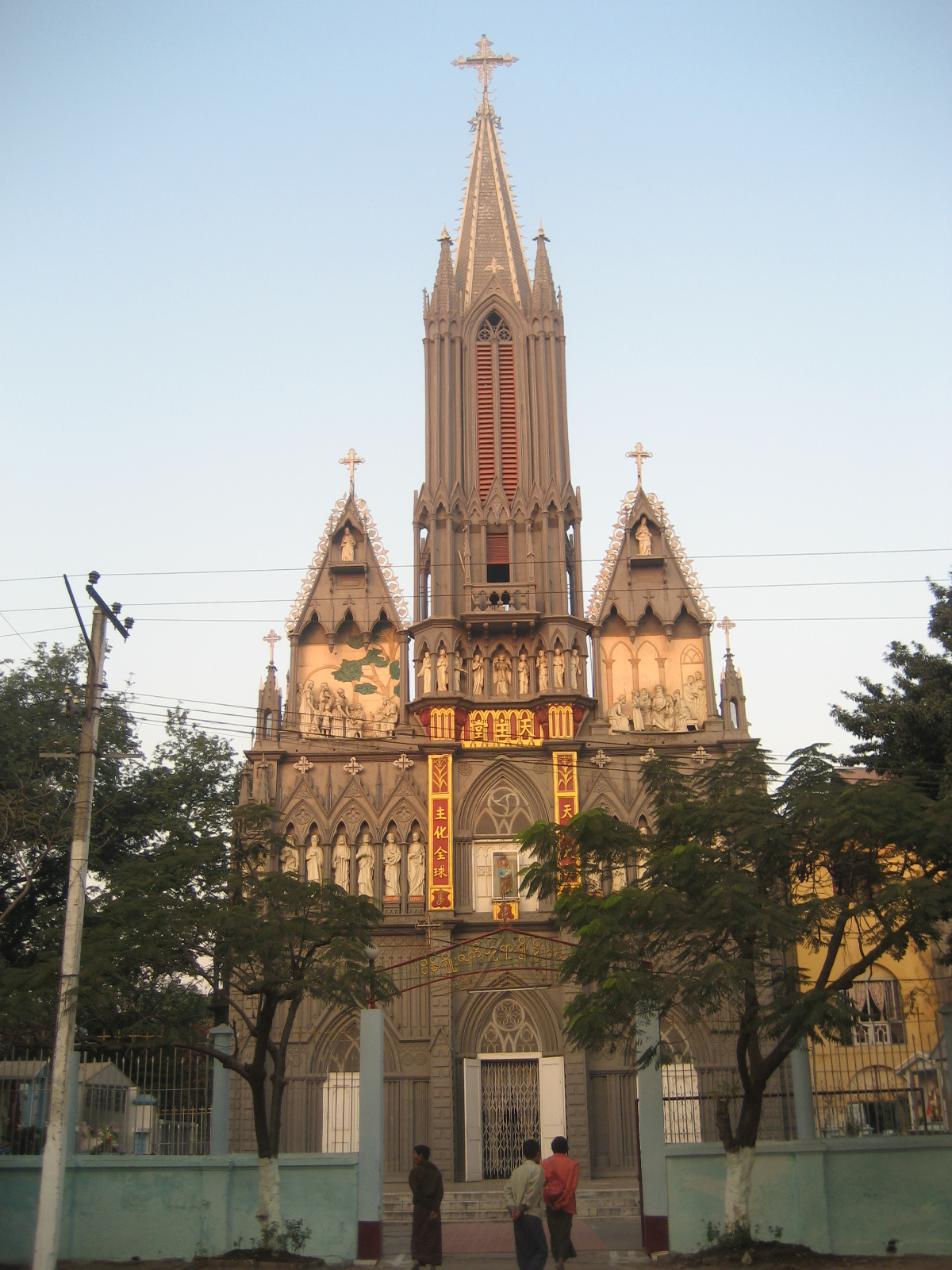
La iglesia de San José Mandalay, en Myanmar.

El representante de la Santa Sede ante la Iglesia católica y el gobierno de Birmania es un nuncio apostólico que reside en Tailandia. En noviembre de 2017, el nuncio apostólico es el arzobispo Paul Tschang In-nam.

## Historia de la Iglesia católica en Birmania
La presencia de la Iglesia católica en Birmania comienza antes de la anexión por parte de los británicos, cuando todavía consistía en los reinos de Ava y Pegu.
En el año de 1548, San Francisco Javier misionero y jesuita de la Iglesia católica solicitó al Padre Rodríguez que los misioneros fueran a Pegu a cristianizar, sin embargo nunca se supo sobre el resultado final de esta solicitud por parte del misionero jesuita.
En el año de 1603 el explorador portugués Filipe de Brito e Nicote estableció rápidamente un gobierno que estaba respaldado por Goa en Thanlyin en el año de 1603 lo que llevó a que el país sufriera un caos que duraría diez años. Durante ese período, hubo una misión de la Iglesia católica portuguesa a Birmania. 
El nieto de Bayinnaung, el rey Anaukpetlun, derrotó a los portugueses en 1613 y se detuvo el trabajo misionero por parte de la Iglesia católica portuguesa.
El trabajo real de evangelización de los reinos de Ava y Pegu comenzó bajo el pontificado del papa Inocencio XIII quien, en el año de 1722, envió al Padre Sigismond de Calchi, un Barnabita, y al Padre Vittoni, de la misma orden, a Birmania. Después de muchas pruebas fallidas y tribulaciones lograron obtener permiso para predicar con plena libertad el nuevo testamento. En el año de 1741, Benedicto XIV estableció definitivamente la misión, nombrando al padre Galizia vicario apostólico y poniendo a los barnabitas a cargo de la obra. El más conocido de los barnabitas fue el padre San germano, que trabajó en Ava y Rangún desde 1783 hasta 1808.
Años más tarde el papa Pio VIII envió a quien era miembro de la congregación de las escuelas Pías y Obispo titular de Zama, monseñor Frederic Cao a dirigir en los reinos de Ava y Pegu
El papa Gregorio XVI años posteriores confiaría la misión para la evangelización a la Congregación de los Oblatos de la Virgen María (Congregatio Oblatorum Beatae Mariae Virginis, OMV).
En el año de 1845 los católicos de los dos reinos eran alrededor de 2500. Monseñor Giovanni Balma sucedió en la misión como vicario apostólico el 5 de septiembre de 1848, pero la guerra con los británicos hizo que sus labores fueran ineficaces y la misión fue abandonada alrededor del año 1852.
Los británicos asumieron el control de Birmania en el año 1824, pero no fue hasta el 20 de diciembre de 1852 cuando la Compañía de las Indias Orientales, después de una guerra sangrienta, anexó todo el reino de Pegu, un territorio tan grande como Inglaterra. Muchos años más tarde, los británicos también tomaron el reino de Ava y, con la conquista de Rangún, toda Birmania pasó a manos de Gran Bretaña.
La Congregación de los Oblatos de la Virgen María se retiraron de la misión, la Vicaría se colocó bajo el control del vicario apostólico de Siam en 1855. En esta fecha, los reinos de Ava y Pegu contenían 11 sacerdotes y 5320 católicos.
Birmania, a mediados del siglo XIX, limitaba con China y Siam al este de su territorio, mientras que al oeste limitaba con Assam y Bengala. Su área era de aproximadamente 444 011 km². El territorio en ese momento de Gran Bretaña e Irlanda era de más de 310 798 km². De esta manera el territorio se dividía en tres partes. Durante unos diez años la misión permaneció bajo la administración del vicario apostólico que se encontraba al este del territorio; pero tal condición no podría prolongarse indefinidamente sin comprometer su futuro. En consecuencia, un decreto del 27 de noviembre de 1806 dividió a Birmania en tres vicariatos, nombrados respectivamente con referencias a sus posiciones geográficas, Birmania del norte, Birmania del sur y Birmania del este. Los límites entonces fijados fueron derogados el 28 de junio de 1870, por otro decreto de Propaganda, que constituía estos tres vicariatos como son ahora.
Para el año de 1894 la Iglesia católica estaba establecida. En el año de 1914 ya se contabilizaban más de 20 sacerdotes, la mayoría pertenecientes al sur, la que en ese momento era denominada como "La Birmania del sur".
La Primera Guerra Mundial trajo consecuencias para Birmania como para todo Europa. También durante la Primera Guerra Mundial el budismo se convirtió dentro de Birmania como un vehículo para la reivindicación nacionalista anticristiana.
En el año de 1945, la misión francesa en Birmania busca como único objetivo lograr reunir un clero nacional, que abarcase a todo el territorio.
En el año de 1948 Birmania se independiza de los británicos e Irlandeses, complicando las misiones católicas de los franceses En 1966 el general Ne Win, quien estaba a cargo del gobierno general decide no renovar las visas a los extranjeros que se encontraban en Birmania, lo que hace que los misioneros decidan salir del país.

## Nunciatura apostólica
Hasta el año 2017 no hubo relaciones diplomáticas entre Birmania y la Santa Sede en Roma, y el Papa estuvo representado en el obispado local por un delegado apostólico. El 4 de mayo de 2017, "la Santa Sede y la República de la Unión de Myanmar, dispuestas a promover lazos de amistad mutua, acordaron establecer relaciones diplomáticas en la Nunciatura Apostólica de la Santa Sede y la Embajada de la República de la Unión de Myanmar.

### Minorías étnicas cristianas
Birmania corresponde a un país con 88 % de creyentes budistas, mientras que el cristianismo en todas sus variantes supone el 1 % de la población total. La guerra por el control de tierras entre el ejército de Birmania y la unidad nacional Karen ha ocasionado que los cristianos paguen un alto costo teniendo que desplazarse de las áreas en donde se encontraban. El pueblo Católico más afectado por la guerra en Birmania fue el de Nanchaungwa que dejó un total de siete fallecidos por el despliegue de la aviación del Tatmadaw. Los enfrentamientos armados por el control de tierras dentro de Birmania afecto a los estados de Rakhine, Chin, Karen y Northern Shan, áreas donde se encuentran las minorías cristianas.
Los cristianos y musulmanes ambas minorías desplazadas han denunciado asesinatos, torturas y violaciones. La onu denuncio esto como una “limpieza étnica" por parte del gobierno de facto.

### El papa Francisco en Birmania
El 26 de noviembre del año 2017 el papa Francisco visitó el país que se encuentra en conflicto bélico. El papa Francisco en esta visita se reunió Aung San Suu Kyi quien fue nobel de la paz en el año 1991.